# Zlatno oko
Zlatno oko (eng. GoldenEye) britanski je akcijski triler iz 1995. godine. To je 17. film o  Jamesu Bondu i prvi s  Pierceom Brosnanom u glavnoj ulozi. Za razliku od prethodnih filmova iz serijala, scenarij nije bio temeljen na djelima  Iana Fleminga, iako je naslov filma preuzet od Flemingove rodne kuće na  Jamajci. Originalnu priču napisao je Michael France, koji je poslije surađivao s nekoliko drugih pisaca na preradi scenarija, a film je režirao Martin Campbell. U filmu, Bond pokušava spriječiti vojno udruženje da ne upotrijebi satelitsko oružje Zlatno oko protiv Londona, što bi bilo pogubno za svjetsko gospodarstvo.
Zlatno oko objavljen je 1995. nakon pravnih bitki koje su ostavile pukotinu od šest godina, tijekom čega je Timothy Dalton odustao od uloge Jamesa Bonda, a zamijenio ga je Pierce Brosnan. Judi Dench postala je prva glumica koja je utjelovila lik M-a. Zlatno oko bio je prvi Bond film snimljen nakon raspada Sovjetskog Saveza i kraja hladnog rata, što je pružilo pozadinu za radnju. Film je zaradio relativno pozitivne kritike, a dobro je prošao i na box-officeu, puno bolje od Daltonovih filmova. Kritičari su film doživjeli kao modernizaciju serijala, a Brosnana kao definitivni napredak u odnosu na svog prethodnika.

## Produkcija
Dozvola za ubojstvo, prethodni Bond film, nije dobro prošao na box-officeu, što je razočaralo producente. Osim toga, 1989. je tvrtka MGM/UA prodana australskoj grupi Quintex, koja je htjela spojiti kompaniju s Patheom. Danjaq, švicarska podružnica EON-a, tužila je MGM/UA, distributera filma, zato što je licenca pripala Patheu, koji je namjeravao emitirati Bond serijal na televiziji u nekoliko zemalja diljem svijeta bez odobrenja Danjaqa. Te pravne bitke odgodile su film za nekoliko godina.
Dok su bitke trajale, Timothy Dalton je trebao igrati Bonda i u novom filmu, kako je potpisao ugovor na tri filma. U intervjuu 1993., Dalton je rekao kako je Michael France pisao priču za film koji se trebao početi snimati u siječnju ili veljači 1994. Međutim, rok nije ispoštovan, a u travnju 1994. Dalton je službeno odustao od uloge. Producenti su angažirali  Piercea Brosnana, koji je trebao preuzeti ulogu od  Rogera Moorea još 1985., ali je bio spriječen zbog obaveza u seriji Remington Steele.
Film je producirala tvrtka Alberta R. Broccolija, EON Productions. Kako se njegovo zdravlje pogoršavalo (umro je sedam mjeseci nakon premijere filma), produkciju su preuzeli njegova kći Barbara Broccoli i Michael G. Wilson. Producenti su umjesto redatelja pet prethodnih filmova,  Johna Glena, angažirali  Novozelanđanina  Martina Campbella. Campbell će 2006. režirati Casino Royale. Producenti nisu izabrali ni dugogodišnjeg scenarista  Richarda Maibauma. Nakon što je Michael France napisao originalni scenarij, doveden je Jeffrey Caine kako bi ga prepravio. Caine je zadržao mnoge Franceove ideje, ali je ubacio prolog za uvodnu sekvencu. Kevin Wade je dotjerao scenarij, a Bruce Feirstein je dodao završni pečat. Scenarij su potpisali Caine i Feirstein, dok je France dobio priznanje za priču, što je smatrao nepravednim, posebno jer je smatrao kako dodaci nisu unaprijedili njegovu originalnu verziju. Wade nije potpisan, ali mu je odano priznanje kad je lik CIA-ina agenta nazvan Jack Wade.
Iako priča nije bila temeljena na radu  Iana Fleminga, naslov Zlatno oko došao je od imena Flemingova imanja na Jamajci gdje je pisao romane o Bondu.
Pad komunizma u Rusiji bio je glavni predmet uvodne špice koju je kreirao Daniel Kleinman (koji je taj posao preuzeo nakon smrti Mauricea Bindera 1991.). Špica prikazuje kolaps i uništenje nekoliko građevina povezanih sa Sovjetskim Savezom, kao što su crvena zvijezda i srp i čekić. Kleinman je u intervjuu rekao kako je špica trebala prepričati ono što se događalo u komunističkim zemljama kad se komunizam raspadao.
Film se nije mogao snimati u studijijma Pinewood jer su bili rezervirani pa je stara tvornica Rolls Roycea u Hertfordshireu pretvorena u filmski studio. Producenti su poslije rekli kako bi Pinewood bio premalen.
Producentima je pomoć pružila i francuska ratna mornarica, koja je ustupila na raspolaganje fregatu FS La Fayette i najnoviji helikopter, Eurocopter Tiger. Francuska vlada također je dopustila da se u promotivnoj kampanji koriste mornarički logotipi. Međutim, producenti su se posvađali s ministarstvom obrane oko Brosnanova protivljenja francuskim testiranjima nuklearnog oružja i njegove povezanosti s Greenpeaceom; kao rezultat svega, Francuzi su otkazali premijeru filma u Francuskoj.

## Radnja
Priča počinje s Bondom koji ulazi u pogon kemijskog oružja u Arkangelu, u Sovjetskom Savezu, s prijateljem i kolegom agentom Alecom Trevelyanom, 006 (Sean Bean). Tijekom misije, Trevelyana je zarobio i pogodio pukovnik Arkadij Grigorovič Ourumov (Gotfried John); Bond uspijeva pobjeći i diže pogon u zrak.
Devet godina poslije, nakon raspada Sovjetskog Saveza, Ourumov, sada general i šef ruskog svemirskog odjela, i Xenia Onatopp (Famke Janssen), članica Janusove kriminalne organizacije, ukradu prototip helikoptera Tiger tijekom demonstracije i odlaze do satelitskog oružja Zlatno oko u kompleks u Severnaji, u Rusiji. Ondje ubijaju programere i ukradu kontrolni disk za oružje. Kako bi prikrili krađu, ispaljuju jedan od dva satelita Zlatno oko na kompleks, uzrokovavši tako elektromagnetski puls koji uništava opremu u bazi i ruši nadolazeći MiG na zgradu. Odlaze s programerom koji radi za Janusa, Borisom Grišenkom (Alan Cumming) u helikopteru koji nije oštećen. Natalya Simonova (Izabella Scorupco), druga programerka, jedina je preživjela. Dogovara sastanak s Grišenkom u Sankt-Peterburgu, gdje je on izdaje Onatoppovoj.
Bond se u Sankt-Peterburgu preko CIA-inog agenta Jacka Wadea (Joe Don Baker) sastaje s Valentinom Žukovskim (Robbie Coltrane), ruskim šefom mafije. Žukovski mu poslije toga dogovara sastanak sa šefom Janusa, a ispostavlja se da je to sami Trevelyan, koji je inscenirao vlastitu smrt u Arkangelu. Trevelyan je potomak Kozaka koje su Britanci po završetku Drugog svjetskog rata izručili SSSR-u te Trevelyan sprema osvetu. On planira okrenuti drugi satelit Zlatno oko na London, što će onesposobiti električni sustav kako bi prikrio pljačku Bank of England. Bond su onesvijestili, a budi se u helikopteru Tiger sa Simonovom. Helikopter je programiran da ispali dva projektila kojim će uništiti sam sebe, ali bježe izbacivši se sa sjedala trenutak prije eksplozije.
Bonda i Simonovu zatvara ruska vlada, a ispituju ih ministar obrane, Dmitri Miškin (Tcheky Karyo) i Ourumov. Tokom ispitivanja, Simonova optužuje Ourunova za incident u Severnaji. Shvativši kako je umiješan, Ourumov ubija Miškina i pobjegne sa Simonovom u autu. Bond ih počinje slijediti u tenku kroz Sankt-Peterburg sve do oklopljenog vlaka, gdje susreće Trevelyana i Onatoppovu. Bond ubija Ourumova kako bi spasio Simonovu, dok Trevelyan i Onatoppova uspijevaju pobjeći. Dok otkucava sat na uređaju za samouništenje, Bond koristi laserski sat kako bi pobjegao izrezavši pod trenutak prije nego što je vlak eksplodirao.
Bond i Simonova odlaze na Kubu kako bi našli satelitski tanjur koji bi se trebao upotrijebiti za drugi satelit. Nakon što im je avion srušen u džungli, napada ih Onatoppova, obješena na uže iz helikoptera. Bond pričvršćuje njezino uže i počne pucati u helikopter. Helikopter povlači Onatoppovu na stablo, ubivši ju. Bond i Simonova ulaze u kontrolnu bazu satelita, gdje Simonova programira satelit kako bi se zraka vratila iz Zemljine atmosfere. Bond uništava kontrole satelita kako Grišenko ne bi mogao upravljati njime. Nakon borbe s Bondom, Trevelyan pada na dno satelita, gdje ga zgnječi raspadajuća poluga. Bond uspijeva pobjeći u helikopteru sa Simonovom, a na zemlji se sastaje s Wadeom i grupom američkih marinaca.

## Vozila i naprave
Zlatno oko je bio prvi film u kojem je korišten BMW Z3. Automobil je korišten za potrebe filma nekoliko mjeseci prije nego što je postao dostupan na tržištu, a specijalni "007 model" prodan je isti dan kad je došao na tržište. U filmu, auto je opremljen uobičajenim Q-ovim napravama, uključujući samouništavajući uređaj i projektile Stinger koji se nalaze iza farova.
Bond je privremeno vozio Aston Martin DB5, koji je bio opremljen s nekoliko naprava. U njemu se nalazi i hladnjak, u kojem stoji šampanjac i dvije čaše, komunikacijski sustav, dok su glasovne komande i faks ugrađeni u CD player.
Zlatno oko je bio prvi film u kojem Bond ne nosi sat Rolex. Brosnan je nosio Omegu kako bi modernizirao Bondov imidž. Lindy Hemming, dizajnerica kostima, rekla je u časopisu The European Magazine kako je Rolex "postao običan". U filmu, Bondov sat može daljinski detonirati mine, a ima ugrađen laser koji prolazi kroz metal.

## Glumci
- Pierce Brosnan - James Bond
- Sean Bean - Alec Trevelyan
- Izabella Scorupco - Natalya Simonova
- Famke Janssen - Xenia Onatopp
- Joe Don Baker - Jack Wade
- Judi Dench - M
- Gottfried John - General Arkadij Grigorovič Ourumov
- Robbie Coltrane - Valentin Dmitrovič Zukovsky
- Alan Cumming - Boris Grišenko
- Tcheky Karyo - Ministar obrane Dmitri Miškin
- Desmond Llewelyn - Q
- Samantha Bond - Gđica. Moneypenny

## Kritike i nagrade
Kritike su bile relativno pozitivne, a na internetskom portalu Rotten Tomatoes objavljeno je da je 84 posto pregledanih kritika bilo pozitivno, dok se na srodnom portalu, Metacritic, može naći podatak o samo 65 posto. U Chicago Sun-Timesu, Roger Ebert je dao filmu tri od četiri zvjezdice, a napisao je kako je Brosnanov Bond "više senzitivniji, ranjiviji i psihološki kompleksniji" od prethodnika. James Bernardinelli opisao je Brosnana kao "napredak u odnosu na Daltona" sa "smislom za humor koji ide uz njegov prirodni šarm", ali je prigovorio kako je "jedna četvrtina Zlatnog oka ispunjena čistim ubijanjem".
Od filma Dozvola za ubojstvo, svijet se drastično promijenio. Zlatno oko bio je prvi James Bond film koji je nastao nakon pada  Berlinskog zida i raspada Sovjetskog Saveza. Mnogi su dvojili je li James Bond više relevantan u modernom svijetu jer se Bond u prethodnim filmovima često borio protiv sovjetskih neprijatelja. Uistinu, većina filmske industrije je smatrala kako bi oživljavanje Bond serijala bilo isprazno te da bi Bonda trebalo ostaviti kao "ikonu prošlosti". Međutim, kad je film objavljen, serijal je uspješno oživljen te se uspješno prilagodio devedesetima. Jedan od glavnih aspekata modernizacije je pojavljivanje ženske osobe u ulozi M-a, kao prvi film iz serijala. U filmu, nova M brzo uspostavlja autoritet, rekavši Bondu da je "seksist, ženomrzački dinosaur" i "relikt hladnog rata". Ovo indicira da je Bond prikazan puno manje hladan od onog Timothyja Daltona iz 1989.

## Vanjske poveznice
- MGM's official GoldenEye website
- Zlatno oko u internetskoj bazi filmova IMDb-a
- Zlatno oko na Rotten Tomatoes
- Zlatno oko na Box Office Mojo